# 第二撃
第二撃能力（だいにげきのうりょく、英語: second strike capability）とは、核戦略または核抑止論における用語で、相手国による第一撃後に、残存した戦略兵器で、相手国に報復的な核攻撃を行う能力である。一般的な攻撃目標は、軍事的脅威でない都市や産業施設であり、相手国に甚大な損害を与えることを目的としている。この攻撃は婉曲的に対価値（英語: countervalue）攻撃と呼ばれる。